# Rudolf Kattnigg

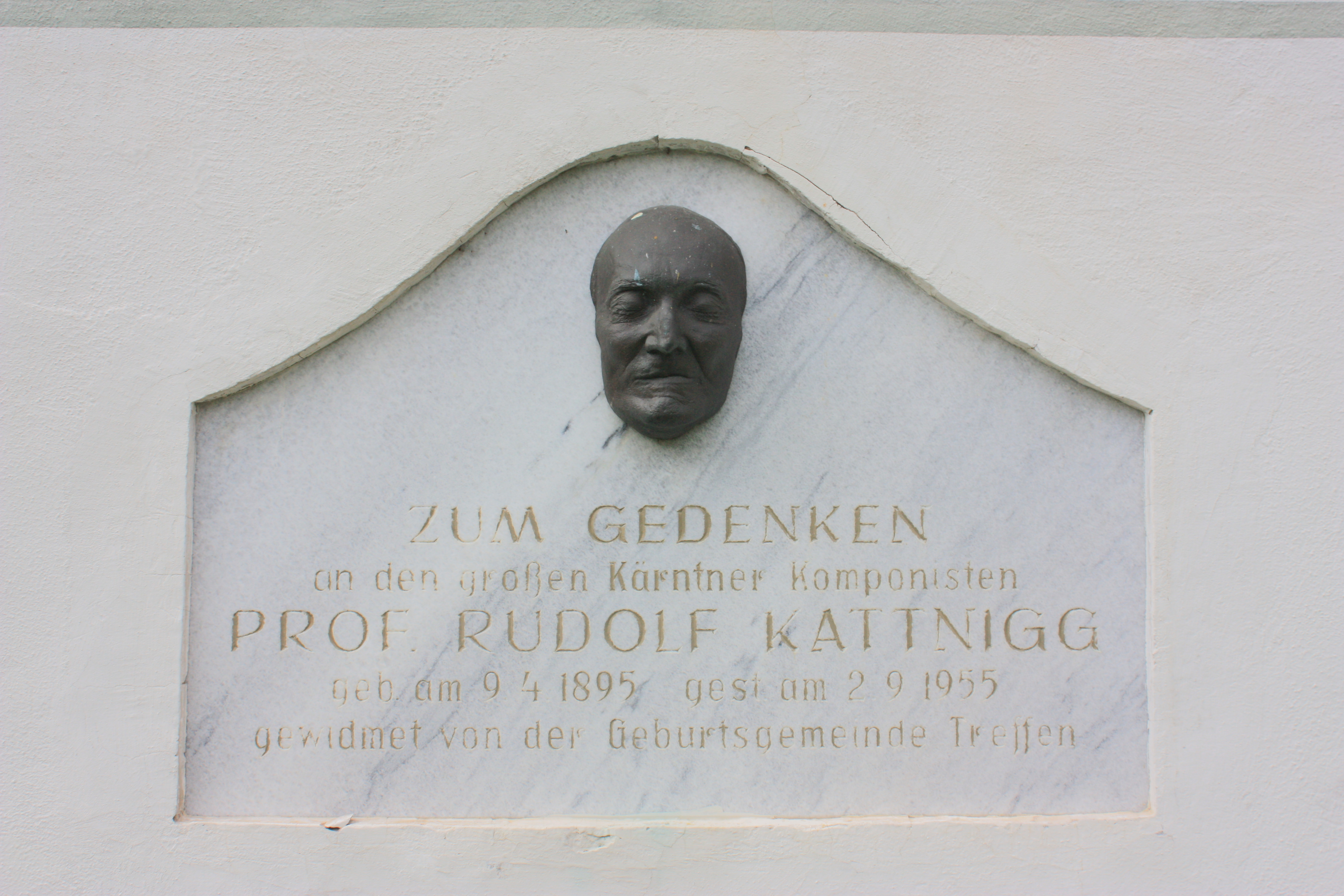
Gedenkstein für Rudolf Kattnigg an der Pfarrkirche in Treffen

Rudolf Kattnigg (* 9. April 1895 im Ortsteil Töbring der Gemeinde Treffen am Ossiacher See in Kärnten; † 2. September 1955 in Klagenfurt; Alternativschreibung: Rudolf Kattnig) war ein österreichischer Komponist, Pianist und Dirigent.

## Leben

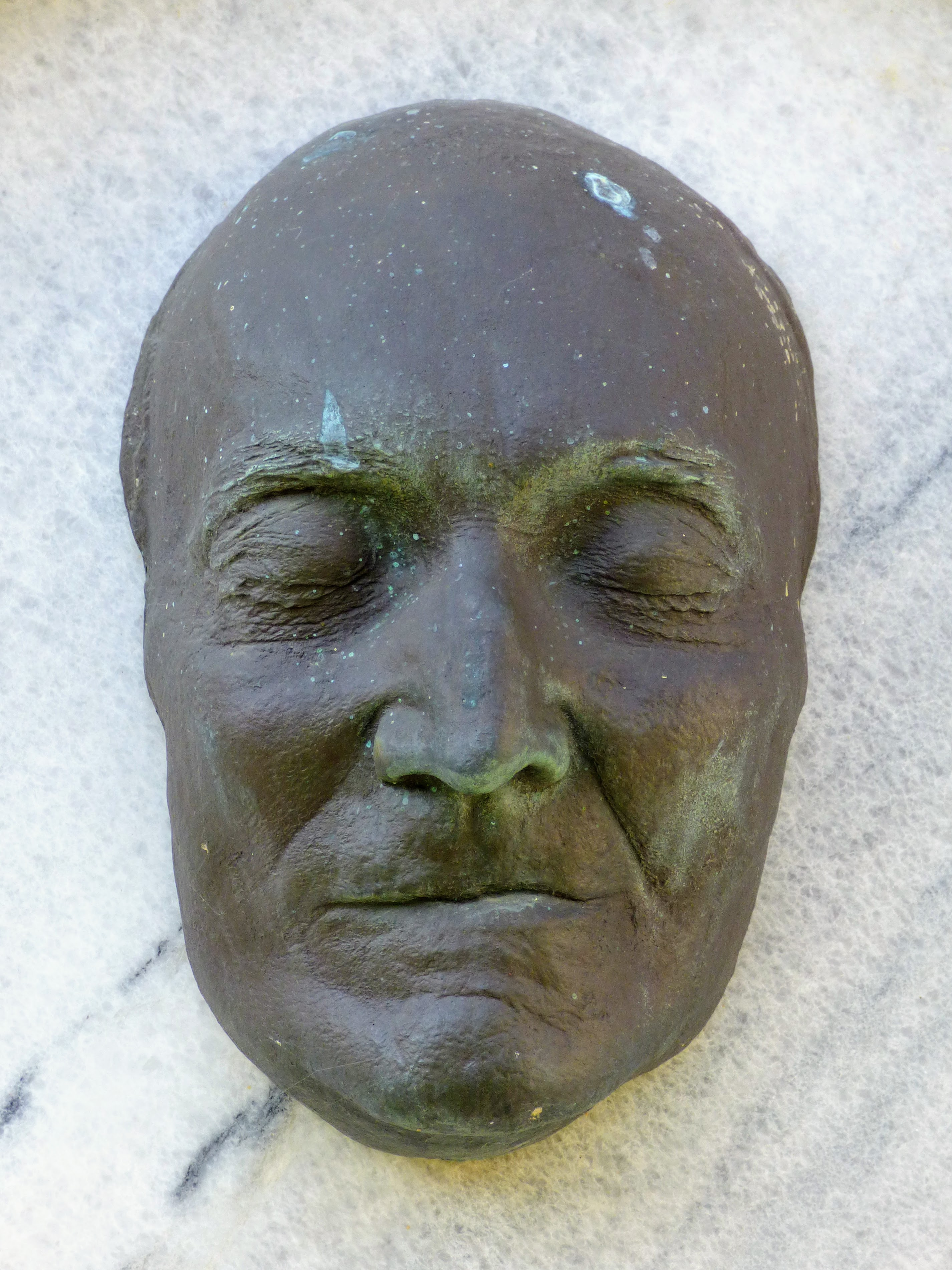
Rudolf Kattnigg

Kattnigg war der Sohn eines Medizinalrates. 1914 absolvierte er seine Matura im Peraugymnasium in Villach und studierte dann Komposition bei Joseph Marx an der Wiener Staatsakademie für Musik und darstellende Kunst. Nach Abschluss seines Musikstudiums wurde er Anfang der 1920er Jahre zum Professor an diese Akademie berufen. Im Jahre 1928 trat er die Stellung des Direktors des Innsbrucker Konservatoriums an und bekleidete gleichzeitig die Position des Dirigenten des dortigen Sinfonieorchesters. Diese Tätigkeit wechselte mit Engagements in Wien und Zürich. 
Kattnigg trat zum 1. Mai 1933 der NSDAP in Innsbruck bei (Mitgliedsnummer 1.620.971). Nachdem er 1934 vom Musikverein Innsbruck wegen nationalsozialistischer Betätigung entlassen worden war, wechselte er auf Vermittlung der NS-Reichsmusikkammer nach Berlin und wurde Pianist beim Reichsrundfunk. Verschiedene seiner Operetten wurden in Deutschland uraufgeführt. Seit dem Anschluss Österreichs 1938 lebte er zunächst in Villach, siedelte aber 1939 nach Wien über, wo er unter anderem Dirigent an der Wiener Staatsoper und bei den Wiener Symphonikern war. 1941 schrieb er die Musik zum Film Der Meineidbauer nach Ludwig Anzengruber, und am 18. Dezember 1942 fand in der Wiener Staatsoper die Uraufführung seines Märchenspiels Hansi fliegt zum Negerkral statt. 1942 erhielt er einen Staatsauftrag für die Komposition der Oper Miranda. Kattnigg stand 1944 in der Gottbegnadeten-Liste des Reichsministeriums für Volksaufklärung und Propaganda.
Nach Kriegsende stilisierte sich Kattnigg zu einem erklärten Regimegegner hoch: „Du, lieber Freund kennst so gut, wie nicht leicht einer, meine Gesinnung und meine Einstellung zum ‚Dritten Reich‘ und seinem ‚genialen Führer‘!! Ich kann jederzeit unter einwandfreien Beweis stellen, dass ich 100%ig Neinsager war und deshalb im ‚Dritten Reich‘ keine Stellung erhalten konnte und sowohl am Rundfunk als auch an der Volksoper nur ‚als Gast‘ zugelassen war wegen meiner ‚politisch unverlässlichen‘ Einstellung.“ 1939 hatte ihm die NSDAP-Ortsgruppenleitung Grinzing bescheinigt, stets ein aufrechter Nationalsozialist von einwandfreier Gesinnung gewesen zu sein.
Kattniggs kompositorisches Schaffen umfasst Operetten, Ballette, Symphonien, Lieder, Werke für Orchester und Chor sowie Filmmusiken. Charakteristisch für seine Kompositionen ist die Instrumentation sowie das Verarbeiten von Melodien, Liedern und Volksweisen seiner Heimat.
Seit 1924 war er mit der Operettensängerin Trude Kollin verheiratet.

## Anerkennungen
- 1932 wurde ihm der Berufstitel Professor verliehen.
- Rudolf-Kattnigg-Straße in Villach⊙
- Rudolf-Kattnigg-Straße in Spittal an der Drau⊙
- Rudolf-Kattnigg-Weg in Treffen am Ossiacher See⊙
- Rudolf-Kattnig-Straße in Klagenfurt⊙

## Werke (Auswahl)
- Operetten
  - Der Prinz von Thule (1935)
  - Balkanliebe (1936)
  - Mädels vom Rhein
  - Donna Miranda
  - Kaiserin Katharina (1935)
  - Bel Ami (1949)
- Slowenische Tänze
- Filmmusik
  - 1941: Symphonie einer Weltstadt (als Rudolf Kattnig)
  - 1948: Gipfelkreuz
  - 1953: Hab’ ich nur Deine Liebe
- Klavierkonzert (1934)